# Csarondahát
Csarondahát (ukránul: Червоне [Cservone], régebbi nevén Szalánctanya) falu Ukrajnában, Kárpátalján, az Ungvári járásban.

## Fekvése
Latorcától délre, Ungvártól 28 km-re található. Határában folyik a Csaronda patak, melyet a mocsarak lecsapolásakor bekapcsoltak a kiépített csatornahálózatba. A település mellett halad el a Munkács–Csap–Ungvár vasútvonal. A falun halad keresztül a Munkács–Nagydobrony–Csap–Ungvár országút.

## Nevének eredete
A település neve a Csaronda szóból származik.

## Története
A trianoni békét követően hozták létre a csehszlovák hatóságok a települést, hogy fellazítsák a helyi magyar közösséget a Tisza mentén. Területe az egykori Szalánci tanyához tartozott. 1927-től ruszinokat telepítenek ide. 
Az első bécsi döntést követően (1938. november 2.) visszacsatolták Magyarországhoz. Az 1940-es évek elején magyar családokat telepítenek be az Oncsa utcába. Később közigazgatásilag Tiszaásványhoz tartozott. 
1945-ben Szovjetunióhoz csatolták. 1991-ben már Ukrajna része, ekkor Oncsa utcáját Tiszaújfalu néven községgé nyilvánították. Nem sokkal ezután a falut szintén önálló községgé nyilvánították.

## Népesség
- 1989 – 1100 fő, ebből magyar 250 fő (lakosságszáma Tiszaújfaluval együtt)

| 2001 | 864 |

A népesség anyanyelv szerinti megoszlása a teljes népesség %-ában (2001)

## Gazdasága
Lakosai őstermeléssel foglalkoznak.